# Lapso de cambio

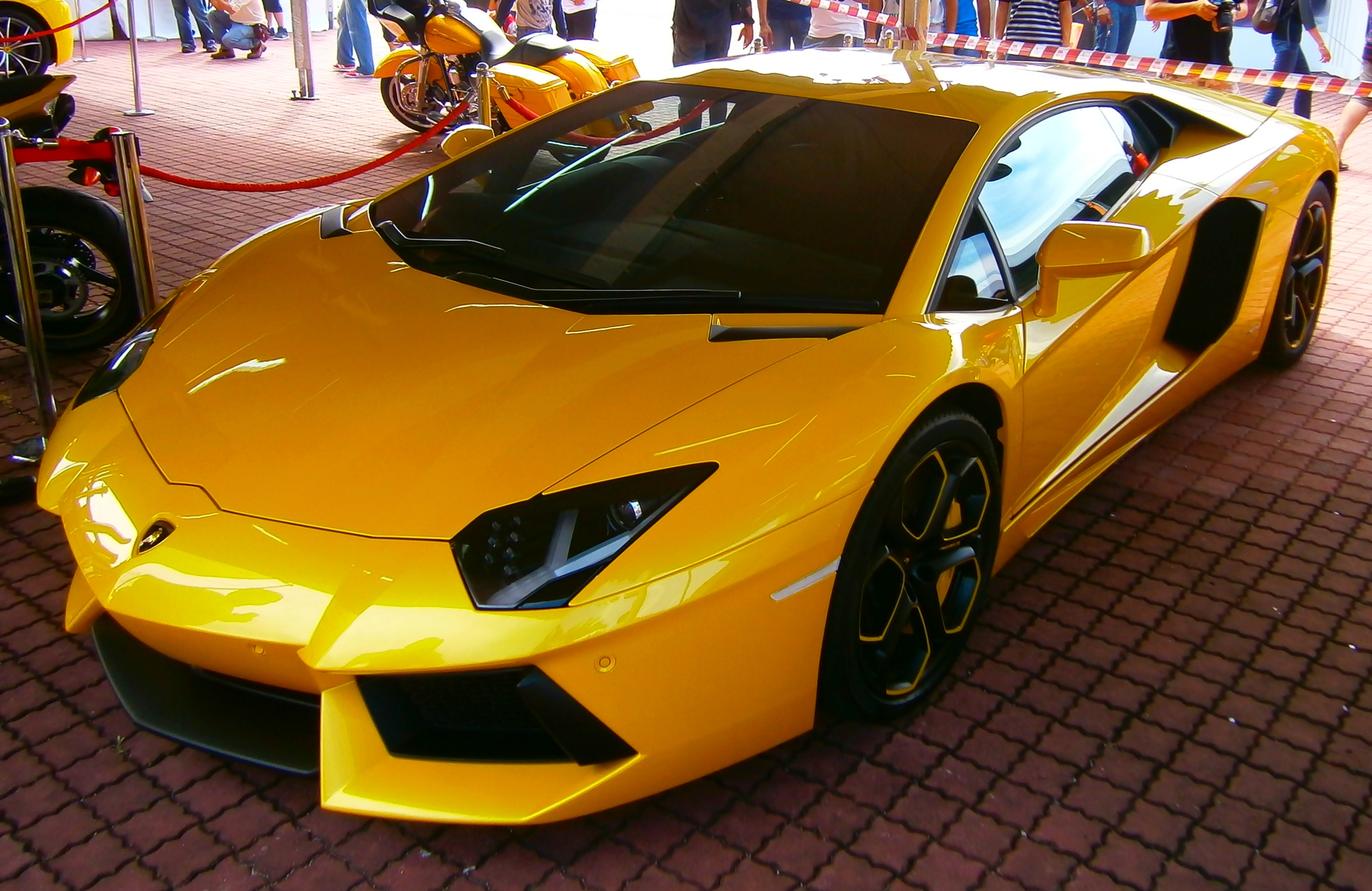
Un Lamborghini Aventador, uno de los deportivos con un lapso de cambio más reducidos

El lapso de cambio es un término que se refiere al intervalo de tiempo entre los cambios de engranaje en un sistema de transmisión. Este intervalo es el tiempo en el que la entrega de potencia se transfiere a la siguiente marcha seleccionada y el régimen del motor se reduce o aumenta para sincronizar la velocidad de la siguiente marcha. El lapso de cambio generalmente hace referencia a los vehículos de motor, pero puede aplicarse a cualquier clase de caja de cambios. Reducir el lapso de cambio es importante en vehículos de alto rendimiento (especialmente en automovilismo de alta competición) porque el proceso de cambio generalmente interrumpe la entrega de potencia a las ruedas. En una caja de cambios manual depende del conductor, pero en los coches automáticos o con cambio asistido, el sistema de control hidráulico o electrónico debe calibrarse y ajustarse para ofrecer un cambio de marcha rápido.
Por lo general, una caja de cambios de doble embrague (DCT) automática cambia más rápido que una transmisión automática hidráulica estándar con un convertidor de par o una transmisión robotizada de un solo embrague. Esto es posible porque el DCT puede preseleccionar el siguiente cambio de marcha y cambiar entre dos embragues separados a la siguiente marcha predeterminada, reduciendo así los tiempos de cambio. El uso de un piñón libre puede reducir el tiempo de cambio, ya que ofrece la posibilidad de que no sea necesario usar el embrague. También se comercializan kits de cambio diseñados para reducir el lapso del cambio al operar cajas manuales.
En un automóvil con transmisión manual, el lapso de cambio al subir de marcha se puede reducir instalando un volante de inercia más ligero. Durante un cambio ascendente, la velocidad del motor debe descender hasta ajustarse a la velocidad del vehículo; un volante más ligero permitirá que la velocidad del motor disminuya más rápidamente cuando esté descargado, lo que reducirá los tiempos de cambio.

## Lapsos de cambio
- Un lapso de cambio largo se considera cualquier valor superior a 625 ms[1]
- Un conductor promedio de automóviles con transmisión manual requiere los lapsos siguientes: 500 ms - 1 s en cambios de marcha verticales (por ejemplo, 1ª-2ª, 3ª-4ª, 5ª-6ª); y 1 s - 2 s en cambios de marcha horizontales (por ejemplo, 2ª-3ª, 4ª-5ª, 6ª-7ª). Además, los lapsos de cambio pueden variar en función del diseño de la caja (distancia entre marchas), su facilidad de movimiento, la ergonomía de la palanca y la edad de la caja de cambios.
- Como referencia, el tiempo que emplea un ser humano en parpadear puede ser tan rápido como 100 ms[2] (0,1 segundos).
- Se debe tener en cuenta que los fabricantes pueden tener diferentes definiciones de los lapsos de cambio, y en ocasiones no se citan correctamente. La lista no es exhaustiva, y solo incluye algunos ejemplos relevantes.

Ejemplos de lapsos de cambio ascendente de la caja de cambios (de más rápido a más lento):
- Lamborghini Aventador LP 700-4 [Caja de cambios automatizada ISR de embrague simple]: 50ms[3]
- Ferrari F430: 60 ms[4]
- Maserati GranTurismo MC Stradale 2016: 60 ms[5]
- BMW M5 E60 with SMG III: 65-250 ms[6]
- BMW M3 E46 with SMG II: 80 ms[7]
- BMW M3 E92 with M-DCT: 80 ms
- Shelby GT500: 80 ms[8]
- Bugatti Veyron (DSG): 100 ms[9]
- Ferrari FXX: 100 ms[10]
- Drag car: 100 ms
- Mercedes-Benz SLS AMG: 100 ms[7]
- Transmisión automática más rápida: 100 ms
- Lexus LC500: 120 ms[11]
- Chevrolet Camaro ZL1: ~ 150 ms[12]
- Clio RS EDC 200: 150 ms (modo carrera)[13]
- Ferrari Enzo: 150 ms[7]
- Nissan GT-R: 150 ms (modo R)
- FXX Evoluzione: 160 ms
- Dodge Challenger/ Charger: 160 ms (modo de seguimiento)
- Lexus LFA: 200 ms
- Ferrari 360 y Ferrari F430: 250 ms[7]
- BMW M3 E36 with SMG I: 250 ms[7]
- Aston Martin Vanquish: 250 ms[7]
- Ferrari 575M Maranello: 280 ms
- Lamborghini Performante DCT LDF: 290 ms

Otras menciones:
- Audi (DSG) (también S tronic): 8 ms*
- Volkswagen (DSG) (también S tronic): 8 ms*
- Alfa Romeo MiTo y Alfa Romeo Giulietta (2010) Caja de cambios de doble embrague TCT: 8 ms*[14]

* Esta es una afirmación inverosímil ampliamente difundida en Internet, que es falsa. Este número posiblemente se refiere al tiempo de activación de la marcha de la transmisión de doble embrague, que es el tiempo que tarda la horquilla de cambio en seleccionar la siguiente marcha solicitada. El tiempo real de cambio ascendente para el VW DSG y el Porsche PDK puede estar más cerca de los 200 ms.